# Fialide

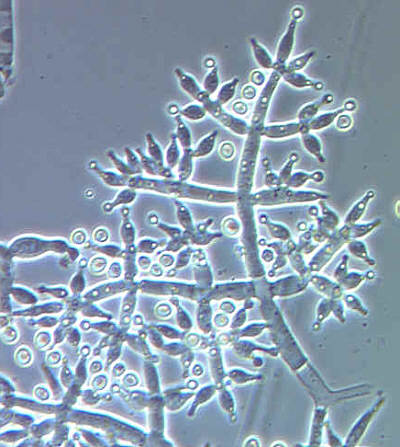
Conidiofoor met fialiden van Trichoderma harzianum

Een fialide is een flesvormige, conidiogene cel aan de top van een conidiofoor van een zakjeszwam, die voortdurend nieuwe sporen vormt. Daar de fialide zelf niet van vorm en lengte verandert, groeit de sporenketting naar boven.